# Сандра Ґаспаріні
Сандра Ґаспаріні (італ. Sandra Gasparini; нар. 28 листопада 1990, м. Віпітено, Італія) — італійська саночниця, яка виступає в санному спорті на професіональному рівні з 2006 року. 2010 дебютувала у національній команді на зимових Олімпійських іграх. Найкраще олімпійське досягнення — 20 місце в 2010 році в одиночних змаганнях, такіж скромні результати на світових форумах саночників (18 місце в Обергофі в 2008). Водночас, на Європейських змаганнях саночників в змішаній команді (не олімпійський вид) двічі піднімалася на п'єдестал в 2007 — срібні, а в 2008 році — бронзові медалі (це її найкращий результат).